# Yvan Lagrange
Yvan Lagrange (París, 3 de enero de 1950) es un realizador francés. Director de la película Tristan et Iseult, que dirigió con apenas 22 años, actúa en la mayoría de sus películas.

## Biografía
Es nieto del político Léo Lagrange y sobrino del director de fotografía y operador Ghislain Cloquet. Realiza su primer cortometraje, La Sonrisa azul, en 1967, a 17 años.
A los 22 años, realiza Tristan et Iseult, producido por Pierre Cardin y cuya la venda-su este firmado por Christian Vander y Magma. Fue catalogada como « Revelación Prodigio » por Las Noticias literarias y fue seleccionada para el Festival de Cannes de 1973 (en sección paralela).
Su película L’Idole des jeunes, uno de sus últimos largometrajes, fue un musical donde aparecía el famoso cantante francés Johnny Hallyday. Fue seleccionada para la sección Una cierta mirada del mismo festival de Cannes, en 1976.

## Filmografía

### Dirección
- 1971 : La Famille
- 1972 : Tristan et Iseult
- 1974 : Dérive
- 1975 : Paradise Hotel
- 1975 : L’Héroïne de l’enfance
- 1976 : L’Idole des jeunes
- 1983 : Souvenirs

### Actor (sin contar sus películas)
- 1967 : Au Pan Coupé, de Guy Gilles
- 1971 : La Ville bidon ou La Décharge, de Jacques Baratier
- 1972 : What a Flash!, de Jean-Michel Barjol